# That's Why God Made the Radio (canción)
«That's Why God Made the Radio» (en Español: "por eso que Dios hizo la radio") es una canción de la banda estadounidense The Beach Boys lanzada en el 2012. Fue escrita y producida por Brian Wilson y Mike Love, y regrabada con los miembros de la banda Al Jardine, Bruce Johnston y David Marks. Luego de casi un año del lanzamiento de Don't Fight the Sea (canción coescrita por Al Jardine) el conjunto volvió con una canción completamente nueva, además de un nuevo álbum de estudio, compuesto totalmente por sus miembros.
La canción hizo su debut en radio el 25 de abril de 2012 en el programa Mike and Mike in the Morning de la ESPN.

## Historia
Brian Wilson ha declarado que la canción es un homenaje para aquellas emisoras que radiaban canciones de Chuck Berry, Rosemary Clooney, Phil Spector y Little Richard. La canción fue registrada en los estudios Ocean Way, en donde han registrado su nuevo álbum de estudio, el vigésimo noveno de su carrera y el primero en tres décadas con sus miembros originales. A su vez Mike Love declaró: "Es como un elogio a la radio y lo que significó para tanta gente".

## Edición
That's Why God Made the Radio fue lanzada para descarga digital por iTunes y Amazon, además de una edición en vinilo del sencillo.

## Publicación
La canción "That's Why God Made the Radio" fue compilada rápidamente en Fifty Big Ones: Greatest Hits de 2012 y Made in California de 2013.

### En vivo
También fue interpretada en el tour de su 50 aniversario, apareciendo en el CD/DVD Live – The 50th Anniversary Tour editado en 2013.